# Избори за Европейския парламент в България
Изборите за депутати в Европейския парламент се провеждат в България след приемането на страната за член на ЕС. Първите избори са частични (2007), проведени само в България и Румъния след приемането им. През 2009 се провеждат първите редовни избори за евродепутати. На последните избори от юни 2024 г. броят на евро депутатите от България е 17.

## Избирателна система
Изборите се произвеждат по пропорционална избирателна система с национални изборни листи на политически партии, коалиции на политически партии и независими кандидати чрез преференциално гласуване. Преференциалните гласове, подадени за отделните кандидати, се вземат предвид, ако броят на гласовете, получени за кандидата, възлиза най-малко на 15% от действителните гласове, подадени за съответната кандидатска листа. Гласуването не е задължително.
След европейските избори през юни 2009 г. България има 17 депутати в ЕП.
Избирателни райони: територията на страната, включително секциите извън границите на Република България, представлява един многомандатен избирателен район.
Публикуване на резултатите: Централната избирателна комисия за Европейски парламент (ЦИКЕП) обявява резултатите от гласуването, както следва:
- получените гласове и разпределението на мандатите между партиите и коалициите – не по-късно от три дни след изборния ден;
- имената на избраните членове на ЕП от България – не по-късно от 5 дни след изборния ден.

## Избирателно право
Право да гласуват имат българските граждани, които са навършили 18 години и са живели постоянно най-малко през последните три месеца в България или в друга държава членка на ЕС и не са поставени под запрещение, нито изтърпяват наказание лишаване от свобода.
Всеки гражданин на държава членка на ЕС, който не е български гражданин, има право да избира членове на Европейския парламент от Република България, ако е навършил 18 години, има статут на продължително или постоянно пребиваващ в България, живял е постоянно най-малко през последните три месеца в България или в друга държава членка на ЕС, не е лишен от правото да избира в държавата членка, на която е гражданин, и предварително с писмена декларация е заявил желанието си да упражни правото си на глас на територията на България.
Право да бъде избран за член на Европейския парламент от България има всеки български гражданин, който е навършил 21 години, има постоянен адрес в България, живял е постоянно най-малко през последните две години в България или в друга държава членка на ЕС, няма гражданство в държава извън Европейския съюз и не е поставен под запрещение, нито изтърпява наказание лишаване от свобода.
Същите условия важат и за всеки гражданин на държава членка на Европейския съюз, който не е български гражданин, и който иска да бъде избран за член на ЕП от България.

## Резултати от изборите

### 2019
| Партия или коалиция                                    | Гласове | Гласове | Евродепутати | Евродепутати                                                                                             |
| ------------------------------------------------------ | ------- | ------- | ------------ | --- |
| Партия или коалиция                                    | брой    | дял, %  | брой         | представители                                                                                            |
| ПП ВМРО – БЪЛГАРСКО НАЦИОНАЛНО ДВИЖЕНИЕ                | 143 830 | 7,36    | 2            | 1. Ангел Джамбазки 2. Андрей Слабаков                                                                    |
| ПП ГЕРБ                                                | 607 194 | 31,07   | 6            | 1. Мария Габриел 2. Андрей Ковачев 3. Андрей Новаков 4. Ева Майдел 5. Асим Адемов 6. Александър Йорданов |
| ДЕМОКРАТИЧНА БЪЛГАРИЯ – ОБЕДИНЕНИЕ (ДА България и ДСБ) | 114 484 | 6,06    | 1            | 1. Радан Кънев                                                                                           |
| БСП ЗА БЪЛГАРИЯ                                        | 474 160 | 24,26   | 5            | 1. Елена Йончева 2. Сергей Станишев 3. Петър Витанов 4. Цветелина Пенкова 5. Иво Петков                  |
| Движение за права и свободи – ДПС                      | 323 510 | 16,55   | 3            | 1. Илхан Кючюк 2. Искра Михайлова 3. Атидже Алиева-Вели                                                  |

### 2014
| Партия или коалиция                         | Гласове | Гласове | Евродепутати | Евродепутати                                                                                          |
| ------------------------------------------- | ------- | ------- | ------------ | --- |
| Партия или коалиция                         | брой    | дял, %  | брой         | представители                                                                                         |
| РЕФОРМАТОРСКИ БЛОК                          | 144 532 | 6,454   | 1            | 1. Светослав Малинов                                                                                  |
| КОАЛИЦИЯ ЗА БЪЛГАРИЯ                        | 424 037 | 18,935  | 4            | 1. Георги Пирински 2. Илияна Йотова 3. Момчил Неков 4. Сергей Станишев                                |
| ПП ГЕРБ                                     | 680 838 | 30,402  | 6            | 1. Андрей Ковачев 2. Владимир Уручев 3. Ева Паунова 4. Емил Радев 5. Мария Габриел 6. Томислав Дончев |
| БЪЛГАРИЯ БЕЗ ЦЕНЗУРА, ВМРО, ЗНС, ГЕРГЬОВДЕН | 238 629 | 10,656  | 2            | 1. Ангел Джамбазки 2. Николай Бареков                                                                 |
| ДПС – Движение за права и свободи           | 386 725 | 17,269  | 4            | 1. Илхан Кючюк 2. Искра Михайлова 3. Неджми Али 4. Филиз Хюсменова                                    |

### 2009
| Партия или коалиция         | Гласове | Гласове | Евродепутати | Евродепутати                                                                             |
| --------------------------- | ------- | ------- | ------------ | ---------------------------------------------------------------------------------------- |
| Партия или коалиция         | брой    | дял, %  | брой         | представители                                                                            |
| ГЕРБ                        | 627 693 | 24,36   | 5            | 1. Румяна Желева 2. Владимир Уручев 3. Илиана Иванова 4. Емил Стоянов 5. Мария Неделчева |
| Движение за права и свободи | 364 197 | 14,14   | 3            | 1. Филиз Хюсменова 2. Владко Панайотов 3. Метин Казак                                    |
| Атака                       | 308 052 | 11,96   | 2            | 1. Димитър Стоянов 2. Славчо Бинев                                                       |
| Коалиция за България        | 476 618 | 18,5    | 4            | 1. Ивайло Калфин 2. Илияна Йотова 3. Кристиан Вигенин 4. Евгени Кирилов                  |
| НДСВ                        | 205 146 | 7,96    | 2            | 1. Меглена Кунева 2. Антония Първанова                                                   |
| Синята коалиция             | 204 817 | 7,95    | 1            | 1. Надежда Михайлова                                                                     |